# Аскаридол
Аскаридол — естественное органическое соединение, классифицирующееся как бициклический монотерпен, имеющий мостиковую пероксогруппу. Соединение является бесцветной жидкостью с резким запахом и вкусом, растворимым в большинстве органических растворителей. Является неустойчивым соединением, как и большинство низкомолекулярных органических пероксидов, способным к взрыву при нагревании или реакции с органическими кислотами. Аскаридол определяет специфический аромат чилийского пеумуса и является основным компонентом масла Dysphania ambrosioides. Аскаридол является компонентом естественной медицины, тоником для напитков и еды в латиноамериканской кухне. Являясь частью масла, аскаридол применяется в глистогонных препаратах, которые выводят паразитических червей из растений, домашних животных и человека.

## История
Аскаридол на протяжении долгих лет считался органическим пероксидом натурального происхождения. В 1908 году Хютиг выделил из растения мари соединение, дал ему название, описал взрывной характер соединения и определил его химическую формулу как C10H16O2. Хютиг отметил отличие аскаридола от альдегидов, кетонов или фенолов, что позволило ему охарактеризовать соединение как не являющееся спиртом. При реакции с серной кислотой, или при реакции с порошкообразным цинком и уксусной кислотой, продуктами реакции являлся цимол. Эти данные были подтверждены в детальном изучении И. К. Нильсона в 1911 году; в частности, было подтверждено, что аскаридол взрывается при нагреве, при реакции с серной, соляной, азотной, фосфорной кислотами. Нельсон показал, что соединение содержит или гидроксильную, или карбонильную группу, и что при окислении сульфата железа оно образует аскаридола гликоль (C10H18O3). Последнее соединение более стабильно, чем аскаридол, и имеет более высокую температуру плавления (64 °C), кипения (272 °C) и плотность 1,098 г/см³. Нельсон почти правильно определил структуру молекулы аскаридола, однако ошибка состояла в том, что по его мнению пероксогруппа проходила не через кольцо, а соединялось с другими атомами углерода, не входящими в кольцо. Правильно структуру определил Отто Валлах в 1912 году.
Первый лабораторный синтез был проведен Гюнтером Шенком и Карлом Циглером. Синтез производился благодаря реакции α-Терпинена с кислородом в хлорофилле и на свету. В этой реакции образуется синглетный кислород, который по механизму реакции Дильса-Альдера реагирует с диеновой системой в терпинене. С 1945 года эта реакция стала применяться в промышленном синтезе аскаридола в Германии. Затем это соединение стало применяться в качестве недорогого лекарства против кишечных червей.

## Свойства
Аскаридол представляет собой бесцветную жидкость. Соединение токсично. Выше 130 °C взрывается. При нагревании испускает токсичные и, возможно, канцерогенные пары.

## Нахождение в природе

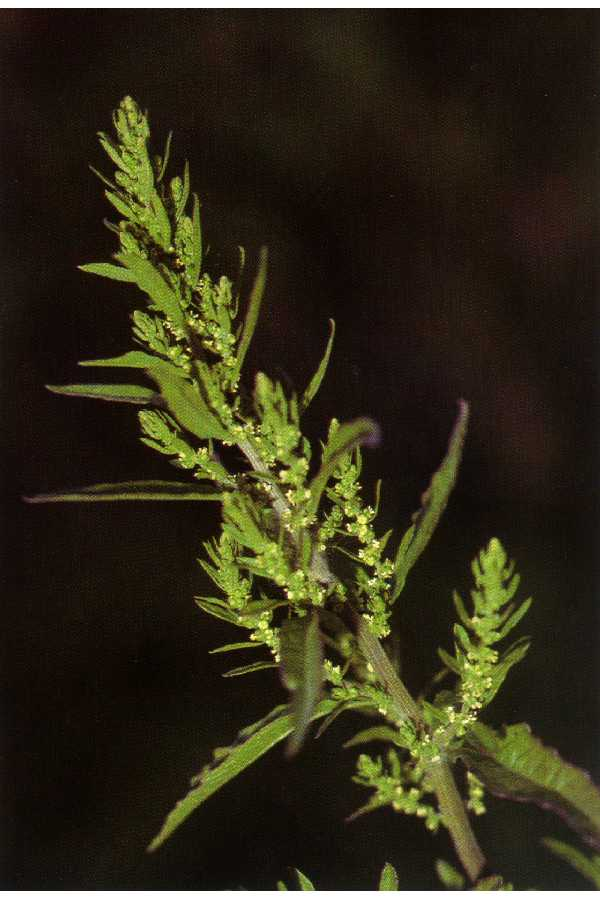
Dysphania ambrosioides

Специфический аромат чилийского дерева болдо (Peumus boldus) происходит от аскаридола. Аскаридол также является главным компонентом мари душистой (Dysphania ambrosioides), где его обычная концентрация составляет 16—70 % в эфирном масле. Содержание аскаридола в растениях зависит от условий выращивания и максимально, когда соотношение азота к фосфору равно 1:4. Концентрация соединения меняется, когда семена растения достигают зрелости.

## Применение
Аскаридол применяется главным образом как глистогонное средство. Благодаря этому свойству название соединению было дано в честь рода паразитических червей Ascaris. В начале 1900-х гг. соединение являлось основным средством против кишечных паразитов в организме человека, кошек, собак, овец, кур, лошадей и свиней, и он все еще находит своё применение в животноводстве, особенно в странах Латинской Америки. Дозировка определялась содержанию аскаридола в масле, которое высчитывалось опытом Нельсона, проведенном в 1920 году. Позднее метод был заменён современными газовой хроматографией и масс-спектрометрией. Черви и их личинки умирают при их помещении в водный раствор аскаридола (около 0,0015 % по объёму) на 18 (10 °C), 12 (16 °C) или 6 часов (18—21 °C). Между тем, на протяжении 15 или более часов при температуре 21 °C корни и стебли растений ириса, флокса, седума в таком растворе не подвергаются повреждениям.
Масло эпазота традиционно применяется для ароматизации блюд и предотвращения метеоризма от бобовосодержащей пищи. Масло является частью тонизирующих напитков и настоек против кишечных паразитов и лечения астмы, артрита, дизентерии, малярии и нервных заболеваниях. В народной медицине применяется в Северной и Южной Америке, Китае, Турции.

## Опасность применения
Применение аскаридола в человеческом организме ограничено в силу токсичности аскаридола и потому не рекомендуется. В больших дозах масло эпазота вызывает раздражение кожи, слизистой оболочки, тошноту, рвоту, запор, головную боль, головокружение, шум в ушах, временную глухоту и слепоту. Длительное воздействие вызывает депрессию центральной нервной системы и бред, который переходит в судороги и кому. Долгосрочные эффекты вызывают отек легких (накопление жидкости в легких), гематурию и альбуминурию (наличие красных кровяных клеток и белков в моче соответственно) и желтуху. Фатальная доза масла была зарегистрирована как одна чайная ложка для 14-и месячного ребенка (сразу) и ежедневный прием 1 мл в течение трех недель для детей до двух лет. Аскаридол вызывал канцерогенный эффект у крыс.